# Богумил Кленовець
Богумил Кленовець (чеськ. Bohumil Klenovec; 18 березня 1912 — 14 січня 1971) — чеський футболіст, воротар, гравець празької «Спарти» і збірної Чехословаччини.

## Футбольна кар'єра
Зіграв 3 матчі за збірну Чехословаччини, став її 13-м воротарем в історії. Чотириразовий чемпіон Чехословаччини в складі празької «Спарти», а саме в 1932, 1936, 1937 і 1939 роках. Зі «Спартою» також виграв Кубок Мітропи в 1935 році, найважливіший кубковий трофей міжвоєнної Європи. Грав у «Спарті» в 1931–1939 роках, зіграв у її складі 209 матчів, з яких 108 матчів в першій лізі. Мав прізвисько «Бонзо» за високий і могутній вигляд.

## Нащадки
У Богумила Кленовця був син Богумил, який покинув Чехословаччину наприкінці 1960-х років і емігрував до Швейцарії. У 1974 році Кленовець-молодший змінив своє ім'я на Богумил Клаус, оскільки прізвище «Кленовець» було важким для швейцарців. Він також використовував прізвисько Бонзо.
Богумил Клаус був чудовим інформатиком. Був одружений, мав одного сина.

## Трофеї і досягнення
- Чемпіон Чехословаччини:

«Спарта» (Прага): 1931-32, 1935-36, 1937-38, 1938-39
- Володар Кубка Мітропи:

«Спарта» (Прага): 1935
- Фіналіст Кубка Мітропи:

«Спарта» (Прага): 1936